# Deudorix luniger
Deudorix luniger är en fjärilsart som beskrevs av Adalbert Seitz 1908. Deudorix luniger ingår i släktet Deudorix och familjen juvelvingar. Inga underarter finns listade i Catalogue of Life.